# Жорж Ґлассер
Жорж Ґлассер (фр. Georges Glasser; 24 серпня 1907 — 13 січня 2002) — колишній французький тенісист.
Здобув 2 одиночні та 4 парні титули.
Найвищим досягненням на турнірах Великого шолома було 3 коло в одиночному розряді.
Завершив кар'єру 1939 року.

## Фінали

### Одиночний розряд
| Легенда (одиночний розряд)      |
| Турніри Великого шолома         |
| Invitational Cups               |
| International Championships (2) |

#### Фінали (1)
| Результат | Ранг | Рік  | Турнір                                    | Покриття | Суперник          | Рахунок            |
| --------- | ---- | ---- | ----------------------------------------- | -------- | ----------------- | ------------------ |
| Перемога  | 1.   | 1931 | Swiss International Championships, Женева | N/A      | Антуан Жентьєн    | w/o                |
| Перемога  | 2.   | 1931 | Вілла д'Есте                              | N/A      | Емануеле Сарторіо | 0–6, 6–4, 6–3, 6–3 |

### Парний розряд
| Легенда (одиночний розряд)      |
| Турніри Великого шолома (0)     |
| Invitational Cups (2)           |
| International Championships (6) |

#### Фінали (6)
| Результат | Ранг | Рік  | Турнір        | Покриття | Партнер                     | Суперники                                  | Рахунок            |
| --------- | ---- | ---- | ------------- | -------- | --------------------------- | ------------------------------------------ | ------------------ |
| Перемога  | 1.   | 1930 | Coupe de Noël | Ґрунт    | Жан Боротра                 | Domingo Torralva-Ponsa Luis Torralva-Ponsa | 8–6, 6–4, 11–9     |
| Перемога  | 2.   | 1931 | Coupe de Noël | Ґрунт    | Жан Боротра                 | Антуан Жентьєн Поль Фере                   | 6–3, 6–1, 6–4      |
| Перемога  | 3.   | 1931 | Ліворно       | N/A      | Jacques Bonte               | Oscar de Minerbi Клементе Сервенті         | 6–2, 6–3, 6–4      |
| Перемога  | 4.   | 1931 | Вілла д'Есте  | N/A      | Людвіґ фон Зальм-Гоґштратен | Гайнріх Кляйншрот Hillyard                 | 6–2, 6–2, 6–1      |
| Поразка   | 1.   | 1931 | Люцерн        | N/A      | Ерік Ворм                   | Жан Лесе Джон Олліфф                       | 8–6, 6–1, 1–6, 6–3 |
| Поразка   | 2.   | 1931 | Мерано        | Ґрунт    | Emmanuel du Plaix           | Жан Лесе Ектор Фішер                       | 6–3, 6–2, 1–6, 6–3 |

#### Мікст (5)
| Результат | Ранг | Рік  | Турнір                         | Покриття | Партнер      | Суперники                                 | Рахунок       |
| --------- | ---- | ---- | ------------------------------ | -------- | ------------ | ----------------------------------------- | ------------- |
| Перемога  | 1.   | 1930 | Hungarian Tennis Championships | Ґрунт    | Сімон Барб'є | Fritz Kuhlmann Гільде Кравінкель-Сперлінг | 5–7, 8–6, 6–4 |
| Перемога  | 2.   | 1931 | Санкт-Моріц                    | Ґрунт    | Арлетт Альфф | Dr. Philipp Buss Ільзе Фрідлебен          | 6–1, 6–3      |
| Перемога  | 3.   | 1931 | Czechoslovakian Championships  | Ґрунт    | Сімонн Матьє | Йосеф Сіба Гільде Кравінкель-Сперлінг     | 6–4, 6–4      |
| Перемога  | 4.   | 1931 | Люцерн                         | Ґрунт    | Лолетт Пайо  | Pierre Grandguillot Сімон Барб'є          | 6–2, 6–0      |
| Поразка   | 1.   | 1931 | Мерано                         | Ґрунт    | Helen Dyson  | Ектор Фішер Лолетт Пайо                   | w/o           |